# Liparis brachystele
Liparis brachystele är en orkidéart som beskrevs av Henry Nicholas Ridley. Liparis brachystele ingår i släktet gulyxnen, och familjen orkidéer. Inga underarter finns listade i Catalogue of Life.